# راکفرد (آیووا)
راکفرد (به انگلیسی: Rockford) شهری در ایالت آیووا کشور ایالات متحده آمریکا است که جمعیت آن در سرشماری سال ۲۰۱۰ میلادی، ۸۶۰ نفر بوده‌است.